# Juan Bordón
Juan Aníbal Bordón Matto (Paraguay; 6 de mayo de 1944) es un exfutbolista paraguayo que se desempeñaba como defensor.

## Clubes
| Club                    | País      | Año       |
| ----------------------- | --------- | --------- |
| Olimpia                 | Paraguay  | 1960-1965 |
| River Plate             | Argentina | 1966-1968 |
| Gimnasia y Esgrima (LP) | Argentina | 1969      |
| Olimpia                 | Paraguay  | 1970-1977 |
| Bata de Cochabamba      | Bolivia   | 1977-1979 |